# 343743 Кюркчиева
343743 Кюркчиева (предварителни означения 2008 SJ232 = 2011 FY16) е астероид от основния астероиден пояс.
Открит е на 5 септември 2008 г. от Spacewatch в Kitt Peak, когато получава временното обозначение 2008 SJ232. Три години по-късно е преоткрит от астронома Сунай Ибрямов и му е дадено предварително обозначение 2011 FY16.
През 2012 г. е установено, че астероидът 2011 FY16 е идентичен с 2008 SJ232. През същата година е изчислена точната му орбита и той получава номер 343743.

Астероидът (343743) Кюркчиева е наречен в чест на българския астроном проф. дфн Диана Кюркчиева – преподавател в Шуменския университет. Името на астероида е предложено от преоткривателя му
. Решението за наименуването е оповестено от Центъра за малки планети към Международния астрономически съюз през януари 2014 г.
(343743) Кюркчиева обикаля около Слънцето за 4 г. 153 д. 10 ч. Орбитата му се намира между тези на планетите Марс и Юпитер и има ексцентрицитет 0.15. От физическите му характеристики е известна единствено абсолютната му звездна величина (H), която е 16.6m. При обикалянето си около Слънцето, видимата звездна величина на астероида се променя от 19.2m до 22.7m, от което може да се предположи, че той е малък обект, с размер по-малък от 1 km.